# Gymnasium Lehrte

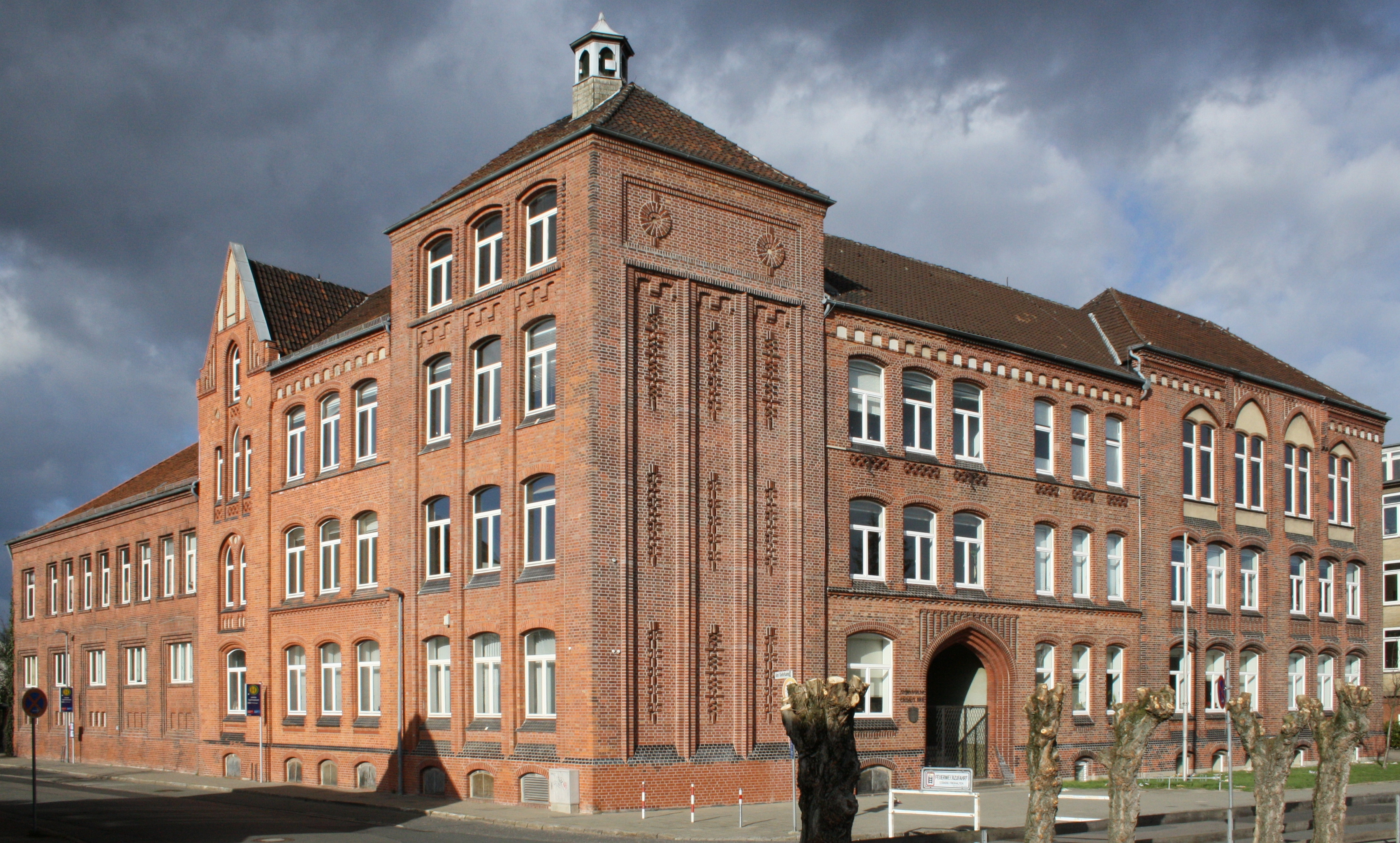
Gebäude der Mittelstufe des Gymnasiums in der Friedrichstraße

Das Gymnasium Lehrte ist ein allgemeinbildendes Gymnasium in Lehrte in der Region Hannover. Es wurde 1913 gegründet und befindet sich in der Trägerschaft der Stadt Lehrte.

## Geschichte
Das Gymnasium Lehrte wurde 1913 als Realprogymnasium für Jungen gegründet. 2013 wurde das 100-jährige Schuljubiläum gefeiert, unter anderem mit einem Festvortrag der damaligen deutschen Verteidigungsministerin Ursula von der Leyen. 2021 wird das Gymnasium von ca. 1200 Schülern der Jahrgänge 5 bis 12 besucht, die von ca. 100 Lehrern und Referendaren unterrichtet werden. Die bisher höchste Schülerzahl wurde 2004/2005 mit 1440 Schülern erreicht. Die Abschlussjahrgänge haben eine Stärke von derzeit ca. 140 Schülern.

## Profil der Schule

### Unterrichtsschwerpunkte in der Sekundarstufe I
In der 5. und 6. Klasse gibt es unterschiedliche Profile in den einzelnen Jahrgängen. Im Schuljahr 2021/22 waren die Profile Chorklasse, Europaklasse, Klimaklasse, Kreative Klasse, Mediathleten-Klasse und die Naturentdeckerklasse.
In der Mittelstufe wird ein bilingualer Zug ab Klasse 7 angeboten (Jg. 7–9: Erdkunde und Biologie, Jg. 10: Biologie auf Englisch als Wahlfach). Außerdem gibt es seit dem Schuljahr 2000/2001 eine Bläserklasse in den Jahrgängen 7 und 8, in denen die Schüler ein Blasinstrument im Musikunterricht und in Kooperation mit der Musikschule Ostkreis Hannover erlernen.

### Unterrichtsschwerpunkte in der Sekundarstufe II
In der Sekundarstufe II werden zusätzlich zu den drei Profilen Naturwissenschaften, Gesellschaftswissenschaften und Sprachen auch ein Sportliches und ein Künstlerisches Profil angeboten. Das Gymnasium ist hiermit eines der wenigen Gymnasien in der Region Hannover, die diese Fächervielfalt anzubieten haben.
Zusätzlich zu diesen beiden Profilen sind auch in den anderen Profilen vielfältige Wahlmöglichkeiten vorhanden.

## Projekte
Das Gymnasium Lehrte ist eine Europaschule. Dies zeigt sich in unterschiedlichen Projekten aus dem Erasmus+-Programm sowie daran, dass sie Botschafterschule des Europäischen Parlaments ist.
Die Schülerfirma des Gymnasiums setzt sich in Bereichen der Erneuerbaren Energien ein und hat unter anderem eine Photovoltaikanlage auf dem Dach der Mensa errichtet.

### Partnerschaften
Am Gymnasium Lehrte bestehen einige Schulpartnerschaften. Diese werden durch jährlich wiederkehrende Austauschprogramme gelebt.
- Lycée Flaubert in Rouen, Frankreich seit 1973
- Liceum Ogolnoksztalcace in Trzcianka, Polen seit 1997
- Istituto Instruzione Superiore G. Curcio‘ in Ispica, Italien seit 2017
- Mendel College in Haarlem, Niederlande seit 2019
- Atidim High School in Holon, Israel seit 2019

## Bekannte ehemalige Schüler des Gymnasiums Lehrte
- Hans-Joachim Deneke-Jöhrens (* 1961), Agrarwissenschaftler, Landwirt, Politiker (CDU), Mitglied des niedersächsischen Landtags
- Ronald M. Schernikau (1960–1991), kommunistischer Schriftsteller
- Lara Schulze (* 2002), professionelle Schachspielerin
- Ursula von der Leyen (* 1958), Ärztin, Politikerin (CDU), Präsidentin der Europäischen Kommission
- Gustav Humbert (* 1950), Manager und ehemaliger Chef von Airbus
- Kuno Böse (* 1949), Historiker und Politiker (FDP, CDU),
- Jürgen Leinemann (1937–2013), Journalist, politischer Korrespondent und Buchautor
- Kurt Weiler (1921–2016), Trickfilmregisseur